# Aalborgstuen
Aalborgstuen er en velbevaret panelstue i træ fra renæssancen, permanent udstillet på Aalborg Historiske Museum.

## Udsmykning
Panelstuen er opført i ege- og fyrretræ. Væggene og loftet er helt dækkede af paneler og ornamenter i de to træsorter, med masser af fine, udskårne detaljer, og delvis bemalede i forskellige farver (rødt, gult, gyldent, blåt og grønt). Væggene er dækkede af mørke eg-paneler, der sidder i 2 rækker af større firkanter, afbrudt af en række mindre aflange rektangler i midten af væggen. De større firkanter mod gulvet er ikke udsmykkede, heller ikke de aflange rektangler i midten. Mellem panelerne sidder der lodrette rækker af udskårne kugler, malet grønne og guld. De større firkanter mod loftet er alle indrammede af en detaljeret, udskåren ramme, afrundet foroven og delvis bemalet.
Loftspanelerne er af fyrretræ og helt bemalede. Loftsbjælkene er rødmalede. På siderne af loftsbjælkerne er der rektanglede paneler med detaljerede, udskårne motiver. Mellem loftsbjælkene er loftoverfladen delt op i kasetter med guldbemalede, runde knopper i midten. Omkring hver rund knop er der en firkantet blå kasetteramme. Omkring hver blå kasetteramme er der en rødmalet, tyk stribe. Hver rød stribe har en blå og sort kant.
Lige under loftet, langs hele væggen løber der en lang stribe; malet grønt, med uskårent nedre kant malet med guld.
Døren er udsmykket på lignende måde som vægpanelerne, med større firkantede paneler af egetræ og skråt udskåret kant. Dørrammen er stor og imponerende, også udskåret.
Der er vinduer i to sider af stuen modsat den udskårne dør. Vinduerne giver naturligt lys i hele panelstuen. Vinduerne sidder parvis med sprosser i midten. Ruderne er renæssanceruder med små prikker. Under vinduerne, i hele længden, er der monteret siddebænke langs væggene. Ryggen af siddebænken er udsmykket med paneler.
Inde i stuen står der antikke møbler fra renæssancen. Der står 2 rigt udskårne skabe mod væggene, 2 stole ved siden af det ene skab, nogle kister, et langt spisebord, dækket med en rødbrun dug med hvide ornamenter, samt et lille, udækket bord.

## Historie
Oprindeligt blev panelstuen bygget som forstue til den nye købmandsgård, opført af rådsmand og købmand Niels Christensen i 1602. Købmandsgården var et gavlhus, beliggende på hjørnet af Østerågade og Ved Stranden i Aalborg. Panelstuen var en slags venteværelse til de fornemme gæster, Niels Christensen modtog. Niels Christensen døde i 1608 og efterlod mange ejendomme rundt om i byen og en formue til sine arvinge.
Aalborg Håndværkerforening overtog gavlhuset i 1866 og overdrog panelstuen til Aalborgs Historiske Museum.

Panelstuen har været udstillet på museet i over 100 år. Den betragtes som den til dato bedst bevarede panelstue i Danmark.

- Rundt om Aalborgstuen
- Aalborgstuen
- Udsigt fra stolene mod vinduerne, Aalborgstuen